# Thabo Mooki
Thabo Mooki (27 ottobre 1974) è un ex calciatore sudafricano, di ruolo centrocampista.

## Carriera

### Club
Ha sempre giocato nel campionato sudafricano, vestendo per 15 anni la maglia dei Kaizer Chiefs.

### Nazionale
Con la maglia della nazionale ha collezionato 3 presenze.

## Palmarès

### Club

#### Competizioni nazionali
- Campionato sudafricano: 2

Kaizer Chiefs: 2004, 2005
- Coppa del Sudafrica: 2

Kaizer Chiefs: 2000, 2006
- Coppa di Lega sudafricana: 6

Kaizer Chiefs: 1997, 1998, 2001, 2003, 2004, 2007
- MTN 8: 4

Kaizer Chiefs: 1994, 2001, 2006, 2008

#### Competizioni internazionali
- Coppa delle Coppe d'Africa: 1

Kaizer Chiefs: 2001